# Passo Unai
O passo Unai, também conhecido como Kōtale Onay, Kotal-i-Unai, Kowtal-e Ownay, Pereval Unay, Unai Kotal, ou Kowtal-e Wonay, é um passo de montanha no Afeganistão. Está à altitude de 3000 m e atravessa as montanhas de Sanglakh do Hindu Kush, na província afegã de Wardak.
Está localizado a oeste de Cabul e forma a ligação principal entre Cabul e Hazarajat. O passo está localizado a cerca de 80 km de Cabul e situa-se entre Jalrez e Gardandiwal. A estrada continua até Gardandiwal até ao passo Hajigak, a 3700 m de altitude.
Nas montanhas de Sanglakh ergue-se o rio Cabul não muito longe do passo Unai, e o rio mais longo do Afeganistão, o rio Hilmend, com 1125 km.